# Dingy-Saint-Clair
Dingy-Saint-Clair là một xã trong tỉnh Haute-Savoie thuộc vùng Rhône-Alpes đông nam Pháp.

## Geography
The Fier forms the commune's south-western border.